# Crabe
Pour les articles homonymes, voir crabe (homonymie).
Taxons concernés
- dans l'infra-ordre des Brachyura
- dans l'infra-ordre des Anomura

Crabe est un nom vernaculaire utilisé en français pour désigner de nombreuses espèces de crustacés décapodes. On distingue deux grands groupes de crabes, en fonction des caractéristiques de leur abdomen : ceux qui font partie des Brachyura, ou vrais crabes, et les pseudo-crabes qui font partie des Anomura (crabes de cocotier, crabes royaux, crabes de porcelaine, crabes-taupes...). Cependant toutes les espèces de ces infra-ordres ne sont pas communément qualifiées de crabe, par exemple les araignées de mer (Brachyura) ou encore les bernard l'hermite et les galathées (Anomura).

## Physiologie, comportement et écologie

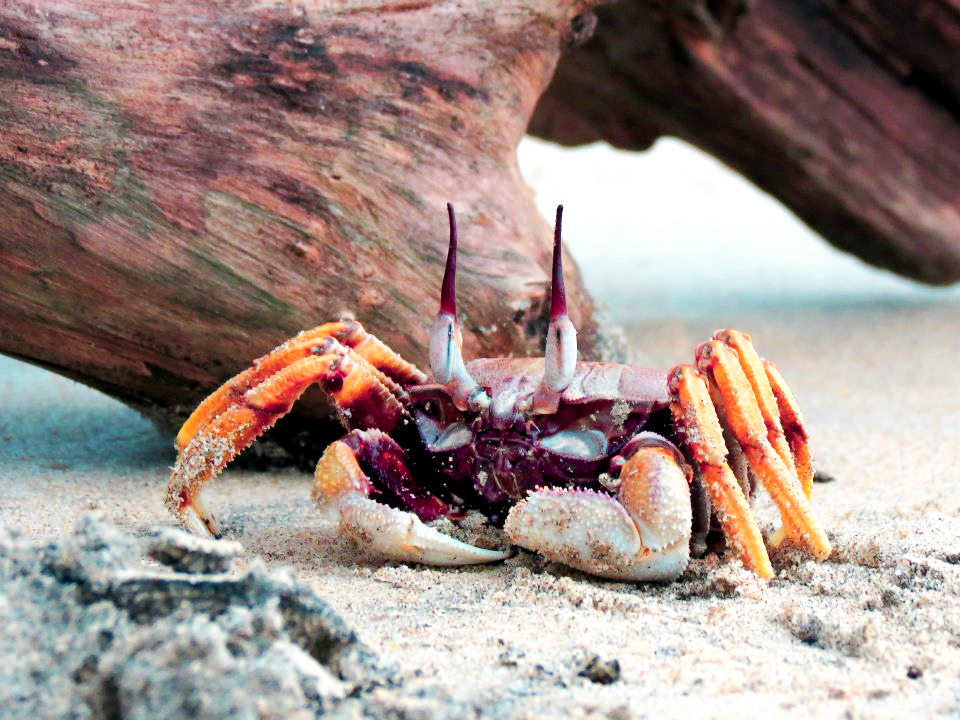
Crabe fantôme à Malwan, Inde.

Les caractéristiques générales des crabes sont celles des Brachyura, les crabes classiques, ou des Anomura, avec des nuances pour chaque espèce.
Ils possèdent deux squelettes : un exosquelette (la carapace) qui protège la totalité de leur corps, et un squelette interne qui soutient leurs organes et supporte leurs muscles. Ces deux squelettes n'ayant pas la faculté de grandir de façon continue, les crabes doivent donc en changer périodiquement pour pouvoir se développer en taille.

## Liste de crustacés appelés «crabes»

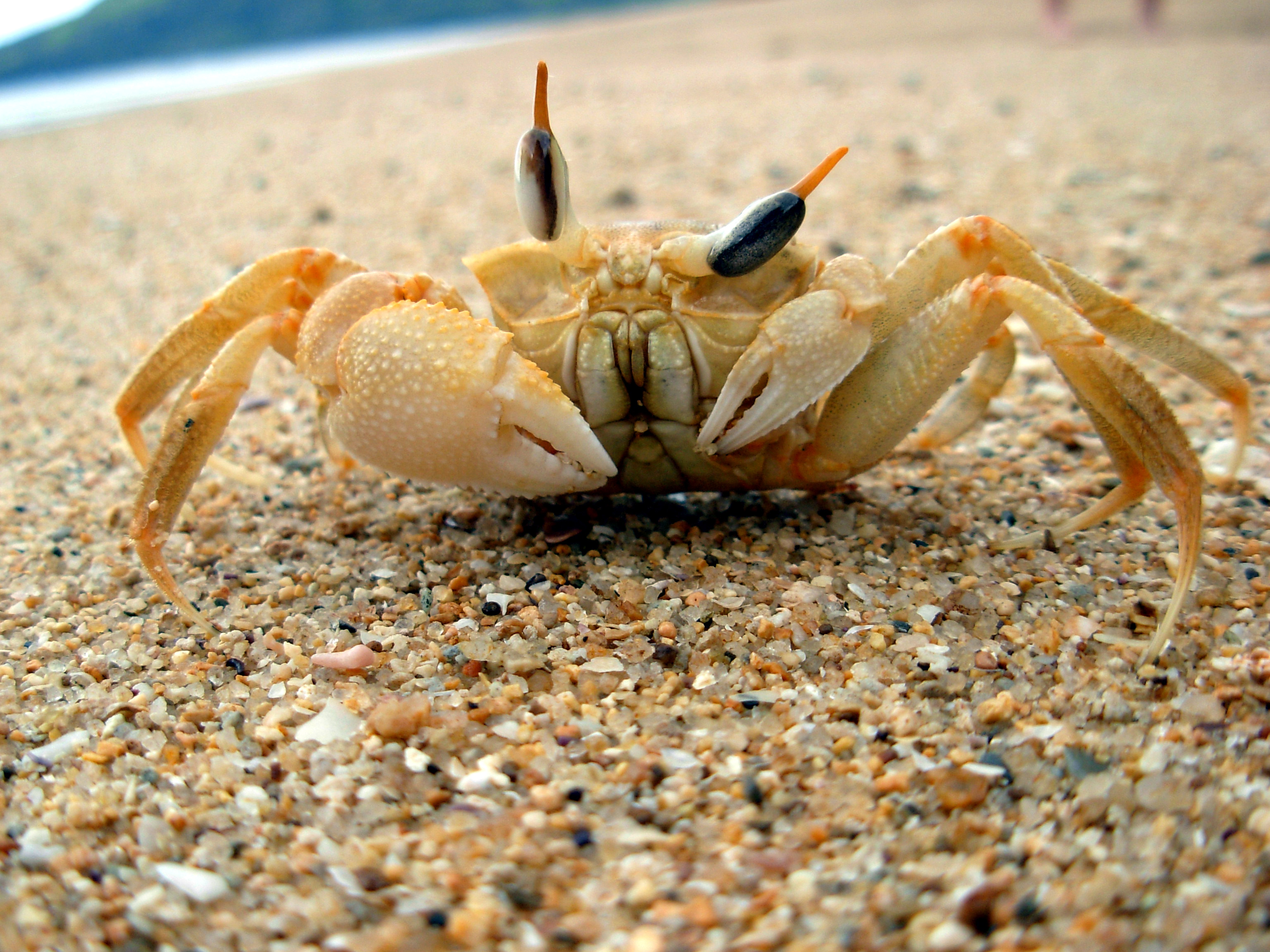
Crabe fantôme à Madagascar.

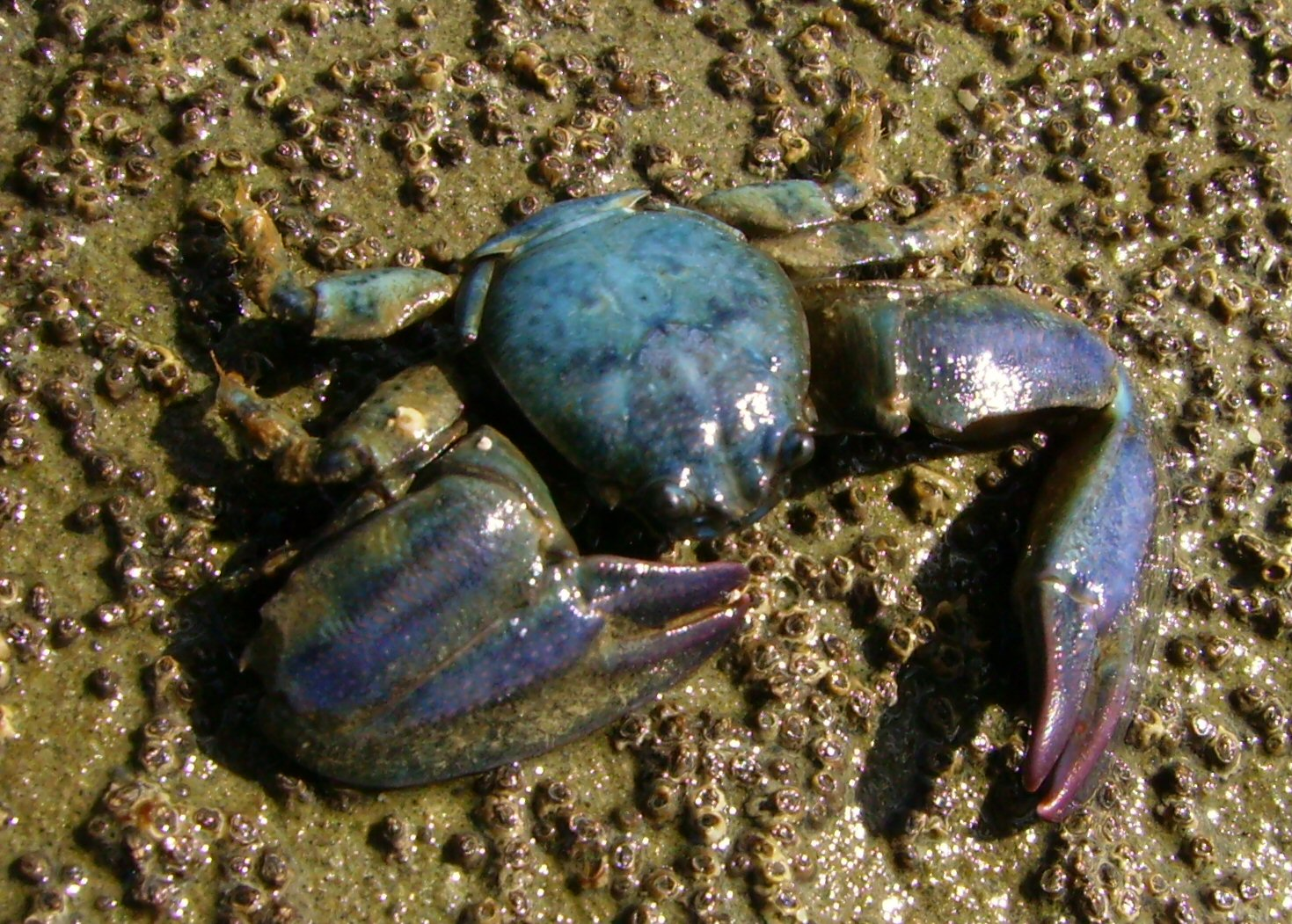
Petrolisthes elongatus.

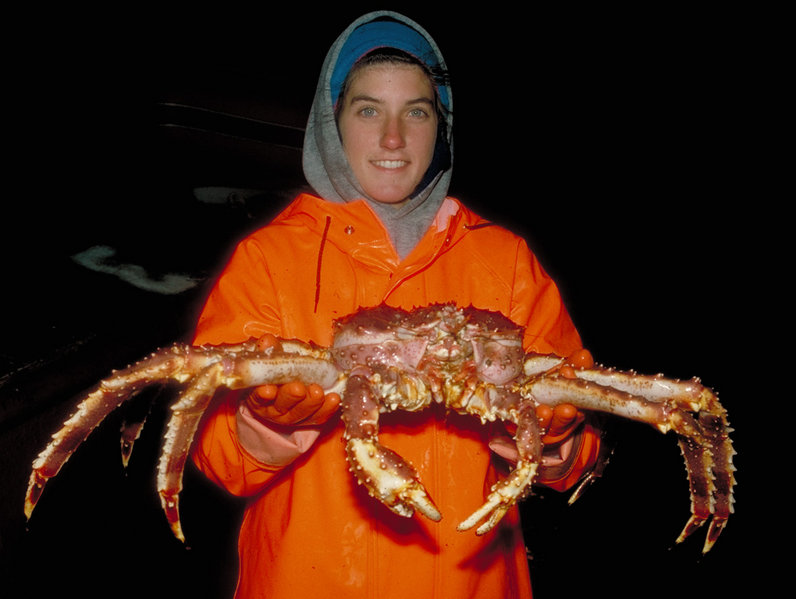
Crabe royal du Kamtchatka (Paralithodes camtschaticus).

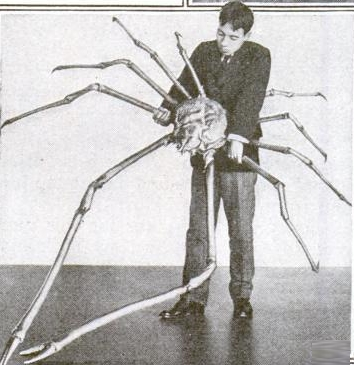
Crabe-araignée géant du Japon, le plus grand arthropode vivant.

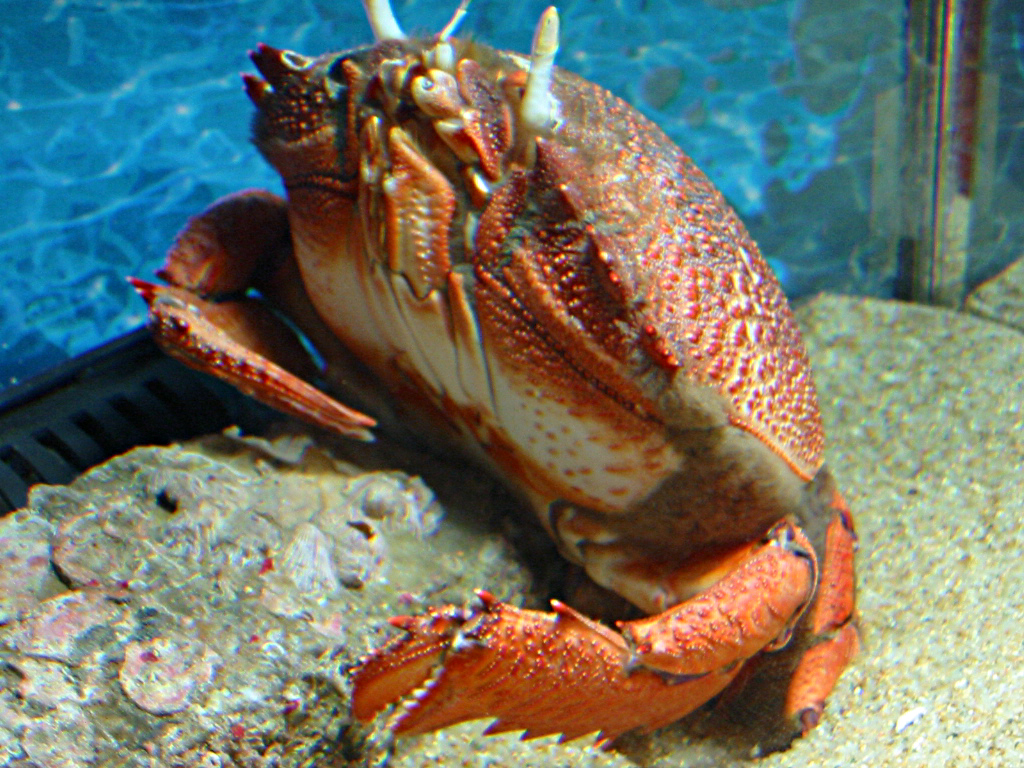
Ranina ranina, nommé crabe girafe aux Seychelles.

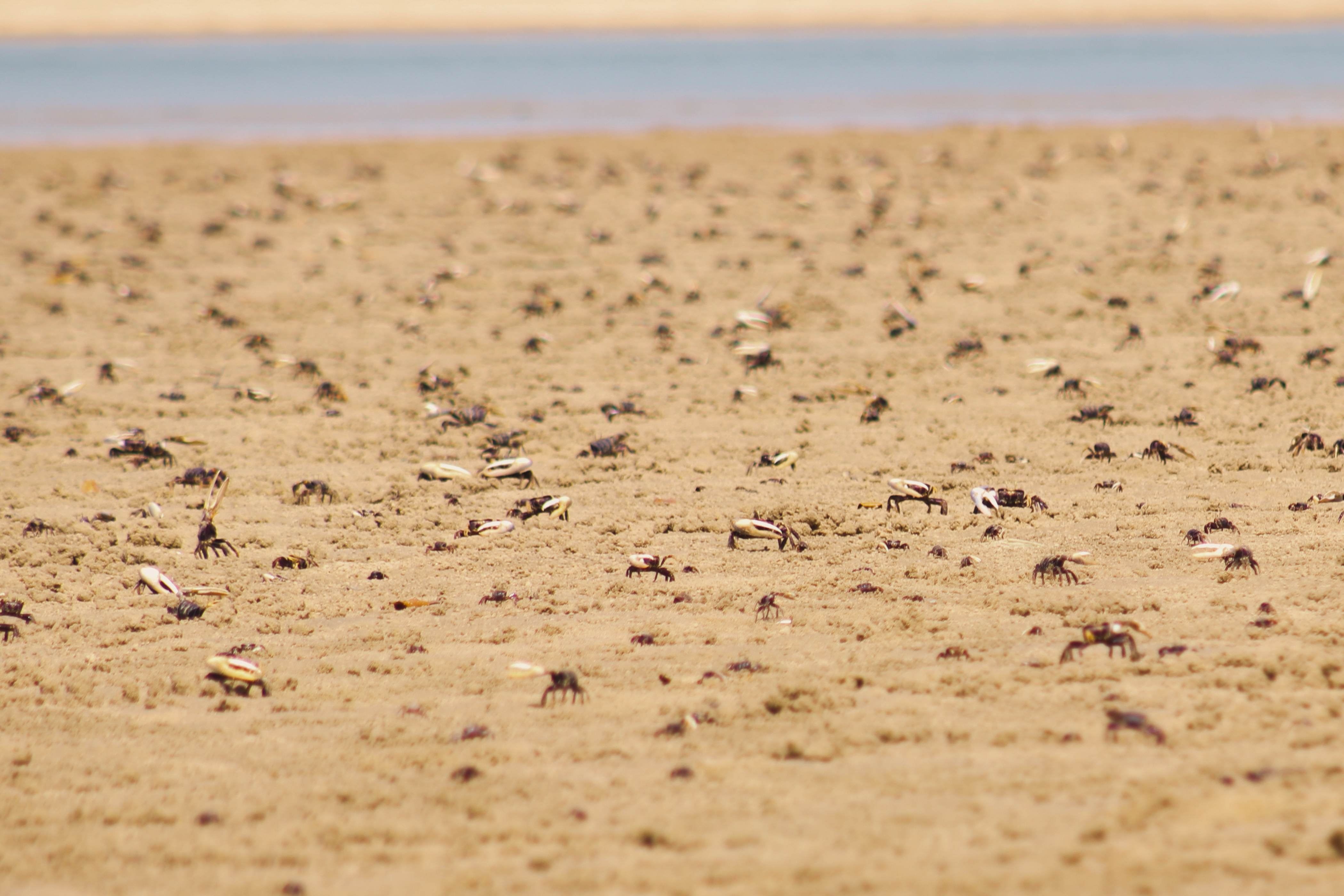
Des crabes vus de loin à la Somone.

Liste alphabétique de noms vernaculaires attestés en français.
 Note : certaines espèces ont plusieurs noms et, les classifications évoluant encore, certains noms scientifiques ont peut-être un autre synonyme valide.
Noms génériques :
- Crabes - sans autre précision, voir Brachyura[3]
- Crabes vrais - Eubrachyura (en)[3]
- Crabe araignée - voir Araignée de mer
- Crabe marbré
- Crabe rouge
- Crabe royal

Crabes divers :
- Crabe anguleux - Goneplax[3]
- Crabe à barbe - Ucides cordatus[4]
- Crabe balleresse - Callinectes rathbunae[5]
- Crabe-béret basque - Dromia personata[3]
- Crabe bicorne - Callinectes amnicola[5]
- Crabe bleu - Callinectes sapidus[5]
- Crabe caillou africain - Panopeus africanus[5]
- Crabe caillou guinéen - Menippe nodifrons[5]
- Crabe caillou noir - Menippe mercenaria[5]
- Crabe caillou perfore - Ozius verreauxii[5]
- Crabe caillou stridulant - Menippe frontalis[5]
- Crabe chancre - Callinectes bocourti[5]
- Crabe chinois - Eriocheir sinensis[5]
- Crabe couata - Callinectes arcuatus[5]
- Crabe cyrique - Arenaeus cribarius[5]
- Crabe d'Alaine - Callinectes maracaiboensis[5]
- Crabe d'Alaska - voir crabe du Kamtchatka[3]
- Crabe de cocotier - Birgus latro[3]
- Crabe de palétuviers - Scylla serrata[5]
- Crabe de rocher - Cancridae[3]
- Crabe de sable - Arenaeus mexicanus[5]
- Crabe de terre - Cardisoma guanhumi
- Crabe des neiges - Chionoecetes opilio[5]
- Crabe dormeur - Cancer Pagurus ou Dromia personata[5]
- Crabe draguenelle - Callinectes larvatus[5]
- Crabe royal du Kamtchatka - Paralithodes camtschaticus[3]
- Crabe enragé - voir Crabe vert[3],[5]
- Crabe épineux - Pilumnus
- Crabe-éponge - Dromia personata[3]
- Crabe fantôme - Ocypode[3]
- Crabe flèche - Stenorhynchus seticornis
- Crabe gazami - Portunus trituberculatus[5]
- Crabe girafe - Ranina ranina[6]
- Crabe gladiateur - Callinectes pallidus[5]
- Crabe gris - Callinectes ornatus[5]
- Crabe géant - Callinectes toxotes[5]
- Crabe honteux - Calappa granulata[5],[3]
- Crabe iridescent - Portunus gibbesii[5]
- Crabe lénée - Callinectes danae[5]
- Crabe-lyre du Canada - Hyas coarctatus
- Crabe mantou vert - Ucides occidentalis[5]
- Crabe mantou - Ucides cordatus[5]
- Crabe moro - Carpilius corallinus[5]
- Crabe mousse - Maja brachydactyla[7]
- Crabe nageur marciane - Euphylax dovii[5]
- Crabe nageur robuste - Euphylax robustus[5]
- Crabe nageur soldat - Callinectes bellicosus[5]
- Crabe nageur - Liocarcinus depurator[3]
- Crabe-nounours - Dromia personata[3]
- Crabe-pierre - Dromia personata[3]
- Crabe sardine - Macropipus puber Voir Étrille[8]
- Crabe spongieux - Dromia erythropus[5]
- Crabe tacheté - Portunus spinimanus[5]
- Crabe terrestre - Cardisoma hirtipes[3] et Geocarcinus ruricola[3]
- Crabe tourteau - Cancer pagurus[3]
- Crabe velu - Erimacrus isenbeckii[5]
- Crabe verruqueux - Eriphia verrucosa[5]
- Crabe vert de Méditerranée - Carcinus aestuarii[3],[5] et Carcinus mediterraneus[3]
- Crabe vert - Carcinus maenas[5]
- Crabe violoniste - Uca spp.[3] et Uca pugilator
- Crabe yéti - Kiwa puravida et Kiwa hirsuta
- etc.

Voir aussi :
- Crabe boxeur [9] - Lybia tessellata
- Crabe circulaire[réf. nécessaire] - Atelecyclus undecimdentatus
- Crabe coralien[réf. nécessaire] - Trapezia rufopunctata
- Crabe flèche[réf. nécessaire] - Stenorhynchus seticornis
- Crabe géant de Tasmanie[10]- Pseudocarcinus gigas
- Crabe-crapaud du Canada[réf. nécessaire] - Hyas araneus
- Crabe-de-lune[réf. nécessaire] - voir Crabe dormeur (Dromia personata)
- Crabe-taupe[réf. nécessaire] - Emerita sp.

Et aussi les crabes de mangrove (Goniopsis).
Les limules sont parfois appelées crabe des Moluques.

## Description générale
La plupart des crabes sont marins, mais il existe quelques crabes d'eau douce et des crabes terrestres, y compris des crabes arboricoles. Ils disposent tous de cinq paires de pattes (ou péréiopodes) dont la première est modifiée pour former une paire de pinces, aussi nommées chélipèdes, mais chez les Anomura cette cinquième paire de pattes est atrophiée et sert au nettoyage des branchies. Les crabes se nourrissent principalement de petits poissons et mollusques, ou de crustacés ; ils sont en outre nécrophages, ce qui leur confère un rôle important dans l'écologie des fonds marins.
Les yeux des crabes sont portés par des pédoncules oculaires, appendices qui permettent une vue multidirectionnelle. Ces derniers sont logés dans des orbites creuses à l'avant de la carapace.
Un dimorphisme sexuel peut être observé : les mâles ont généralement des pinces plus imposantes, et l'abdomen des femelles est plus large que celui des mâles.
Certaines espèces sont toxiques spécialement les crabes très colorés du groupe des Xanthidae.
Un certain nombre de groupes de crustacés (galathées, crabes royaux, pagures...), sans être directement apparentés aux crabes, en ont l'apparence : cette convergence évolutive porte le nom de carcinisation.

## Usages alimentaires et de santé
Dans le bassin méditerranéen, le crabe de roche (crabe vert) est souvent l'un des composants de recettes traditionnelles telles que la soupe de poisson. Quant au tourteau, il est généralement pêché en Bretagne.
Le crabe peut se consommer comme crabe en mue.

### Pêche et consommation
On estime les captures mondiales de crabes à 1,2 million de tonnes par an (données 2003). La pêche des crabes du Kamtchatka représente à elle seule environ 45 000 tonnes annuelles.
Il faut cependant souligner que le crabe étant un animal côtier très facile à capturer, ce chiffre ne tient pas compte de la pêche individuelle et de la pêche artisanale, surtout dans les pays pauvres, le crabe représentant une source de protéines très économique. Sur les côtes d'Afrique équatoriale, les enfants attrapent facilement les crabes bleus qu'ils font simplement rôtir à la braise.
La plupart des crabes se pêchent au casier. Dans certaines zones c'est même la seule forme autorisée, comme celle gérée par la CCFFMAR.
La fabrication des conserves de crabe est très réglementée pour plusieurs raisons. Tout d'abord, la valeur de ce produit en fait un objet de fraude, puisque de la chair de poissons, moins onéreuse, peut être substituée au crabe (d'ailleurs, la plupart des législations n'acceptent sous l'appellation crabe que les Brachyura et les Lithodidae, ce qui est en un sens encore plus réducteur que l'acception de l'appellation vernaculaire). Les conserves de crabe peuvent contenir des matières indésirables comme des fragments de carapace ou de branchies, des viscères, du cartilage, des tendons de pattes ou une quantité anormale de liquide. D'autre part, comme tous les produits de la mer, ces produits peuvent s'avérer très toxiques en cas de mauvaise conservation. La conserve doit être conditionnée dans des récipients hermétiquement clos et doit avoir fait l'objet d'un traitement thermique suffisant pour en garantir la stérilité commerciale. Elle est conditionnée la plupart du temps avec des additifs mais doit être exempte de matières étrangères et pratiquement exempte de cristaux de struvite.

### Utilité scientifique
De nombreuses recherches ont lieu sur des substances extraites des crabes, tel le chitosane avec ses applications en cosmétique, diététique et médecine, tel un biomatériau translucide riche en brome sur l'extrémité de leurs pattes ou leurs pinces et qui se révèle 1,5 fois plus dur que le verre acrylique et extrêmement résistant, d'où des applications industrielles potentielles.

## Culture

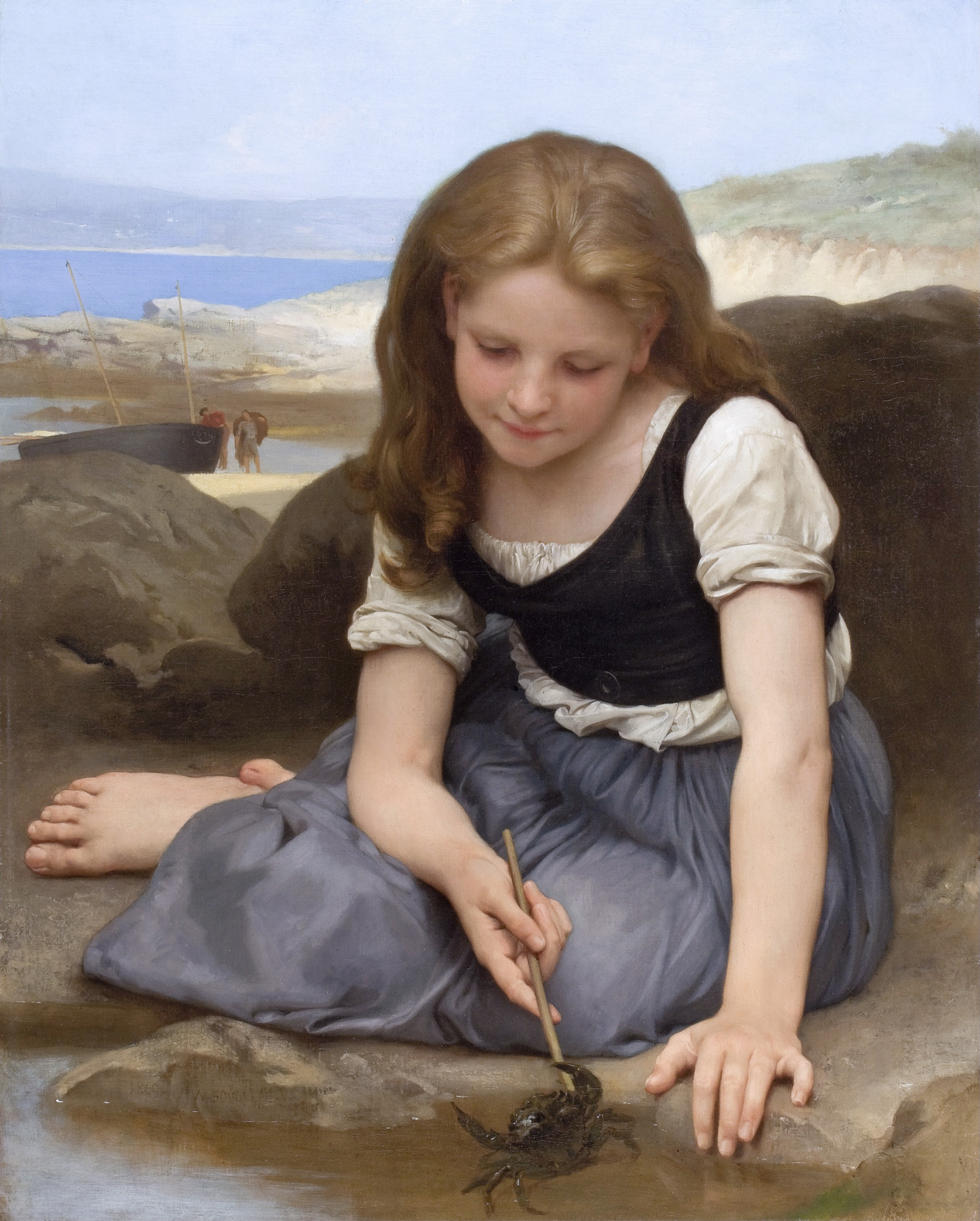
Le Crabe, William-Adolphe Bouguereau, 1869.

### Symbolique
Alors que le crabe est considéré durant l'Antiquité comme animal protecteur, sa réputation change au Moyen Âge, comme celle de l'ensemble des créatures marines. Il est même devenu maléfique, symbole des monstres marins marcheurs ; ce rejet est sûrement aggravé par ses habitudes nécrophages. Au contraire, en Asie, les espèces du genre Dorippe, sur la carapace desquelles on distingue un visage humain, sont très recherchées car, selon la légende, ils contiennent l'âme de guerriers défunts.
Le motif du crabe tenant dans ses pinces un papillon aux ailes éployées apparaît au revers d'une monnaie d'Auguste. Mais il est surtout connu à partir de la Renaissance comme illustration de la devise Festina lente.
C'est aussi le nom d'une constellation et la représentation de l'un des 12 signes astrologiques (Cancer).
Cancer vient du latin cancer, « crabe, écrevisse, chancre, cancer », apparenté au grec καρκίνος / karkínos, « écrevisse ». Ce nom aurait été donné par Hippocrate, parce que le cancer « a des veines étendues de tous côtés, de même que le crabe a des pieds ».

### Terminologie
Le mot crabe, féminin jusqu'au XVIIIe siècle, serait emprunté par deux voies différentes : d'une part au moyen néerlandais crabbe au masculin, via le picard crabo, crape et le wallon crâbe, masc. ; d'autre part au vieux norrois krabbi au masculin, via le normand crabe, crabbe, nom féminin. À noter que la variation de genre ne se limite pas aux langues d'oïl : le néerlandais krab et le norvégien krabbe sont admis au masculin ou au féminin. Crabe a remplacé chancre, issu du latin cancer.
Ces décapodes ont donné naissance à plusieurs expressions en français.
- L'expression un panier de crabes désigne un groupe de personnes collaborant mais en se nuisant les uns les autres. Cette expression est apparue en France au milieu du XXe siècle.
- L'expression marcher en crabe signifie se déplacer de côté.